# 桑德拉·伊兹巴沙
桑德拉·伊兹巴沙（羅馬尼亞語：Sandra Izbaşa，1990年6月18日—），生于布加勒斯特，是一名罗马尼亚女子竞技体操运动员。她曾参加2008年和2012年两届奥运，两届比赛各获得一枚金牌和一枚铜牌。